# I Confess
I Confess is een Amerikaanse thriller uit 1953 van regisseur Alfred Hitchcock. De hoofdrollen werden gespeeld door Montgomery Clift, Karl Malden en Anne Baxter. Het was de enige film die Hitchcock maakte met deze drie acteurs, omdat hij volgens zijn biografie moeite had met “method-acteurs”. Het verhaal van de film is gebaseerd op het Franse toneelstuk Nos Deux Consciences uit 1902.

## Inhoud
Otto Kellar en zijn vrouw onderhouden samen een kerk in Quebec, Canada. Op een avond breekt Otto binnen in het huis waar hij soms als tuinier werkt. Maar Otto wordt ontdekt en hij besluit de eigenaar van het huis, Vilette, te doden. Hij voelt zich zo schuldig dat hij zich meteen naar de kerk haast waar hij pastoor Michael Logan terugvindt. Otto biecht alles op en bekent dat hij een moord pleegde.
Het spoor van de dader leidt de politie naar de kerk waar ze niet Otto verdenken maar wel pastoor Michael Logan, aangezien hij een motief heeft voor het plegen van de moord. Logan had namelijk een buitenechtelijke relatie met een vrouw genaamd Ruth. Vilette wist dit en chanteerde de twee hiermee. Hoewel Logan weet wie het wel gedaan heeft, kan hij de informatie niet bekendmaken omdat hij als priester gezworen heeft nooit te zullen onthullen wat iemand aan hem opbiecht. Ondertussen blijft hij wel de hoofdverdachte in de zaak.
Ruth komt Logan te hulp door te proberen hem een alibi te geven. Bij zijn proces wordt hij ternauwernood onschuldig bevonden, maar zijn reputatie als priester is voorgoed geschonden. Otto’s vrouw kan niet aanzien hoe de mensen Logan met de nek aankijken en wil opbiechten dat haar man de ware dader is, maar Otto schiet haar te midden van een menigte neer om haar de mond te snoeren. Daarna vlucht hij weg naar de Château Frontenac, achtervolgd door de politie. Otto wordt dodelijk verwond door een scherpschutter. Terwijl hij sterft, vraagt hij Logan om vergeving.

## Rolverdeling
| Acteur           | Personage                 |
| ---------------- | ------------------------- |
| Montgomery Clift | Fr. Michael William Logan |
| Anne Baxter      | Ruth Grandfort            |
| Karl Malden      | Inspector Larrue          |
| Brian Aherne     | Willy Robertson           |
| Roger Dann       | Pierre Grandfort          |
| Dolly Haas       | Alma Keller               |
| Charles Anre     | Fr. Millars               |
| O.E. Hasse       | Otto Keller               |

- Alfred Hitchcock is te zien in een cameo. Wanneer de begintitels verdwenen zijn, verschijnt hij bovenaan een trap.

## Achtergrond

### Productie
Hitchcock had in de jaren 30 het originele toneelstuk gezien waarop de film gebaseerd is. Zijn verfilming heeft een ander einde dan dat toneelstuk. Daarin wordt de priester namelijk wel schuldig bevonden en opgehangen. Tevens hebben in het toneelstuk de priester en zijn minnares een buitenechtelijk kind. Hitchcock moest deze elementen verplicht weglaten vanwege de Hayscode.
Van al Hitchcock’s films kende I Confess de langste voorproductie. Acht jaar lang werkten in totaal 12 schrijvers samen met Hitchcock aan het script voordat met de opnames werd begonnen. Hitchcock moest de voorproductie een paar keer onderbreken voor onder andere het huwelijk van zijn dochter Patricia Hitchcock in 1951, en zijn contract met Transatlantic Pictures. De opnames zelf vonden gedurende twee maanden plaats in Hollywood en Quebec. Op het laatste moment moest Hitchcock nog wat details in het script laten herzien, omdat hij anders geen toestemming kreeg gratis opnames te maken bij de kerken van Quebec.
Tijdens de opnames raakte Hitchcock geregeld gefrustreerd over het feit dat Clift method acting gebruikte, en daardoor regelmatig weigerde Hitchcock’s instructies op te volgen.

### Uitgave en ontvangst
I Confess werd verboden in Ierland vanwege het feit dat het verhaal draait om een priester die een relatie heeft met een vrouw (hoewel in de film duidelijk wordt vermeld dat deze relatie plaatsvond voordat Logan officieel priester werd).
De film werd vertoond op het Filmfestival van Cannes in 1953. Onder filmmakers die de Nouvelle vague-filmstijl hanteerden was de film erg populair.

## Prijzen en nominaties
Bij zijn vertoning op het Filmfestival van Cannes, werd I Confess genomineerd voor de Grand Prize of the Festival.